# Wettinia hirsuta
Espèce
Statut de conservation UICN

 EN B1+2a : En danger
Wettinia hirsuta est une espèce de plantes de la famille des Arecaceae (les palmiers).

## Publication originale
- Notizblatt des Botanischen Gartens und Museums zu Berlin-Dahlem 10(99): 941–942. 1930. (30 Mar 1930)